# Pipistrellus tenuis
Pipistrellus tenuis (Temminck, 1840) è un pipistrello della famiglia dei Vespertilionidi diffuso nell'Ecozona orientale.

## Descrizione

### Dimensioni
Pipistrello di piccole dimensioni, con la lunghezza della testa e del corpo tra 33 e 45 mm, la lunghezza dell'avambraccio tra 25 e 32 mm, la lunghezza della coda tra 20 e 35 mm, la lunghezza del piede tra 3 e 7 mm, la lunghezza delle orecchie tra 5 e 12 mm e un peso fino a 4,2 g.

### Aspetto
Le parti dorsali sono grigio scure o nerastre con la base dei peli più scura, mentre le parti ventrali sono leggermente più chiare. Il muso è marrone scuro, largo ed appiattito, con due masse ghiandolari sui lati. Le orecchie sono marroni scure, corte, triangolari e con l'estremità appuntita. Il trago è corto, largo e smussato. Le membrane alari sono marroni scure e attaccate posteriormente alla base delle dita dei piedi, i quali sono relativamente grandi. La coda è lunga ed è completamente inclusa nell'ampio uropatagio. Il calcar è lungo e con un lobo terminale. 

### Ecolocazione
Emette ultrasuoni sotto forma di impulsi a frequenza quasi costante con massima energia intorno a 55–60 kHz. 

## Biologia

### Comportamento
Si rifugia in coppie o gruppi di una dozzina di esemplari negli attici, sotto i tetti, nelle crepe dei muri, nelle cavità degli alberi, sotto le cortecce esfoliate, negli internodi dei bambù e nella vegetazione. L'attività predatoria inizia presto la sera. Il volo è erratico e fluttuante. 
In inverno entra in ibernazione anche a temperature di circa 25 °C. 
In India è stato osservato tornare nei ricoveri 20-30 minuti prima di violenti temporali.

### Alimentazione
Si nutre di piccoli insetti catturati nella foresta o su campi e distese erbose. La varietà delle prede può variare stagionalmente. 

### Riproduzione
Danno alla luce un piccolo alla volta 1-3 piccoli alla volta tra febbraio e marzo e successivamente tra luglio ed agosto. Femmine gravide sono state catturate durante tutto l'anno.  Vengono svezzati dopo 30-40 giorni di vita.

## Distribuzione e habitat
Questa specie è diffusa in gran parte dell'Asia meridionale e sud-orientale, dall' Afghanistan nord-orientale, attraverso tutto il Subcontinente indiano, la Cina meridionale, l'Indocina e l'Indonesia fino alle Isole Filippine e Timor.
Vive in diversi tipi di habitat, dalle zone aride a quelle più umide, nelle foreste primarie e secondarie collinari, foreste montane e muschiose, mangrovie, in aree urbane e rurali fino a 1.700 metri di altitudine.

## Tassonomia
Sono state riconosciute 7 sottospecie:
- Pipistrellus tenuis tenuis: Penisola malese, Sumatra;
- Pipistrellus tenuis mimus (Wroughton, 1899): Afghanistan nord-orientale, Pakistan, stati indiani dell'Andhra Pradesh, Arunachal Pradesh, Assam, Bihar, Chhattisgarh, Gujarat, Haryana, Himachal Pradesh, Jharkhand, Karnataka, Kerala, Madhya Pradesh, Maharashtra, Manipur, Meghalaya, Nagaland, Orissa, Rajasthan, Tamil Nadu, Tripura, Uttar Pradesh, Uttarakhand e West Bengal; Nepal, Bhutan, Sri Lanka, Myanmar, Thailandia, Laos, Vietnam, Cambogia, province cinesi meridionali dello Yunnan, Sichuan, Guizhou, Guangxi, Fujian, Zhejiang;
- Pipistrellus tenuis murrayi (Andrews, 1900): Isola di Natale, probabilmente è stata introdotta accidentalmente anche sulle Isole Cocos;
- Pipistrellus tenuis nitidus (Tomes, 1859): Labuan, Borneo settentrionale, Giava, Bali, isole filippine di Luzon, Negros, Mindanao;
- Pipistrellus tenuis portensis (G. M. Allen, 1906): isola di Hainan;
- Pipistrellus tenuis sewelanus (Oei, 1960): Sulawesi, Lombok, Timor;
- Pipistrellus tenuis subulidens (Miller, 1901): Serasan.

## Conservazione
La IUCN Red List, considerato il vasto areale, la tolleranza a diversi tipi di habitat e la popolazione presumibilmente numerosa, classifica P.tenuis come specie a rischio minimo (Least Concern)).
La sottospecie P.t.murrayi, considerata come forma distinta dalla IUCN è stata valutata come specie in grave pericolo, se non addirittura estinta, alla luce di un declino della popolazione di oltre il 90% nelle ultime tre generazioni.
Nel gennaio 2009 il numero di individui esistenti non superava le 20 unità, mentre nell'agosto dello stesso anno la colonia si era drasticamente ridotta ad un solo esemplare, che è scomparso alla fine dello stesso mese. Tuttavia, considerato che l'ultima osservazione è recente, c'è la possibilità che alcuni esemplari siano sopravvissuti e localizzati in un solo sito.